# 山科言継
山科 言継（やましな ときつぐ）は、戦国時代の公卿。山科言綱の子。官位は正二位・権大納言、贈従一位。現存する『歴名土代』の編纂者であり、多くの戦国大名との交友でも知られている。

## 生涯
山科家は藤原北家四条家の分家であり、羽林家の家格であったが戦国期には他の公家と同様不振の時代を迎えていた。天文17年（1548年）には室町幕府によって代々の家領であった山科荘が事実上横領される（天文17年5月25日）という事態に遭遇している。そのような時代の中で言継は家業である有職故実や笙、製薬のみならず、和歌（三条西公条の門下）、蹴鞠から漢方医学や酒宴、双六などの多彩な才能の持ち主であった。だが、彼の持った最大の特技は「人脈作り」であった。
言継は山科言綱の子であると言っても正室黒木の方（中御門宣胤の子）ではなく、女嬬（宮中に仕える身分の低い女性）の生んだ子が唯一の男子と言うことで後継ぎに立てられた経緯の持ち主で、阿末（下級女房）の世界を知って育ってきたことが、彼の人物形成（幅広い人脈形成や朝廷の庶務への関心）につながった可能性がある。
朝廷の財政の最高責任者である内蔵頭として、後奈良・正親町両天皇下で逼迫した財政の建て直しを図ることになる。当時の朝廷財政の収入の中で最大のものは諸大名からの献金であった。言継はその献金獲得のために各地を奔走することになった。
既に天文2年（1533年）に歌舞音曲を扱う楽奉行として、尾張国の織田信秀を訪問して、信秀や平手政秀以下の家臣団に和歌や蹴鞠の伝授を行って人脈を深め、後に天皇の即位式に対する信秀からの献金獲得の基盤作りを行った。弘治2年（1556年）には義母(父の正室黒木の方)の叔母にあたる寿桂尼・今川義元親子を訪ねて駿河国を訪問し、献金の確約を得た。永禄9年（1566年）には結城氏重臣の水谷正村に働きかけて禁裏御料所回復に成功し、その謝礼に正村の従五位下・伊勢守への任官を推挙している。
天文17年（1548年）、室町幕府13代将軍・足利義輝が言継の家領である山科郷を押領する事件が発生し、言継は当時義輝の伯父として近江坂本にて後見にあたっていた前関白・近衛稙家に善処を求め、稙家の計らいで命令が取り消され、言継は坂本を訪れて稙家夫妻及び慶寿院（稙家妹・義輝生母）に薬を献上し、2年後には朝廷から幕府に対して山科家領の年貢納入の阻止を禁じる女房奉書が発給されている（『言継卿記』天文21年10月3日条）。
医業を内職としており、近隣の庶民から依頼を受けると診療を行い、内服薬や火傷の塗薬を調合して与えている。室町の小山という薬種屋から麝香・竜脳・蜜などを購入し、二条の茜屋からは茜の根を買いいれている。言継邸には中国人の薬売りも訪れていた。
このように医療に携わっていたが、天文22年（1553年）9月に言継の四人の子どものうち、阿子という子どもが食中毒にかかった時に、自らはなんの手当てもせずに、専門の医師に頼っていることから、言継の医師としての知識はそんなに専門的ではなかったといえる。
永禄の変後には、室町幕府14代将軍・足利義栄の将軍宣下の使者となるが、その当日に義栄の対抗馬である足利義昭からも正式な元服の実施と官位昇進要請の使者が来るという事件があったが、言継はこの事態に困惑しつつも臆せずこの要請を受ける返事をした後に仕度をして義栄のいる摂津国に向かっている（なお、昇進要請はその後却下され、元服の方も義昭が独自に行っている）。後に義昭が織田信長に擁されて上洛した際に、義昭は前将軍義栄就任の責任者の処分を朝廷に要求した。言継は使者を務めた自分がその一番の責任者に挙げられると考えて自宅に謹慎していたものの、義昭からは先の仲介を理由に不問とされ、代わりに将軍宣下の儀の手伝いを要請され、信長の家臣・村井貞勝らに装束に関する指導を行っている。
晩年には山科家では初めて権大納言（1569年）に昇進し、織田信長との交渉役としても活躍した。信長もこの年に二条御所築城視察の帰りに山科邸を訪問している。
著書としては自撰歌集『言継卿集』（『拾翠愚草抄』（1527年 - 1541年）と『権大納言言継卿集』（1562年 - 1574年）から成り立つ）と日記『言継卿記』がある。特に後者は大永7年（1527年）から天正4年（1576年）にかけての50年の長期にわたって記されており、当時の公家や戦国大名たちや上泉信綱などの動向が詳細に記されているだけでなく、彼自身が治療に携わった医療行為に関する詳細な記録も残されており、現存する日本で最古のまとまった診療録であるとも言われている。
死後300年以上経た大正4年（1915年）11月に、朝廷の財政と対外交渉にあたって朝廷の存続に尽くした功績をもって従一位という破格の贈位が行われた。

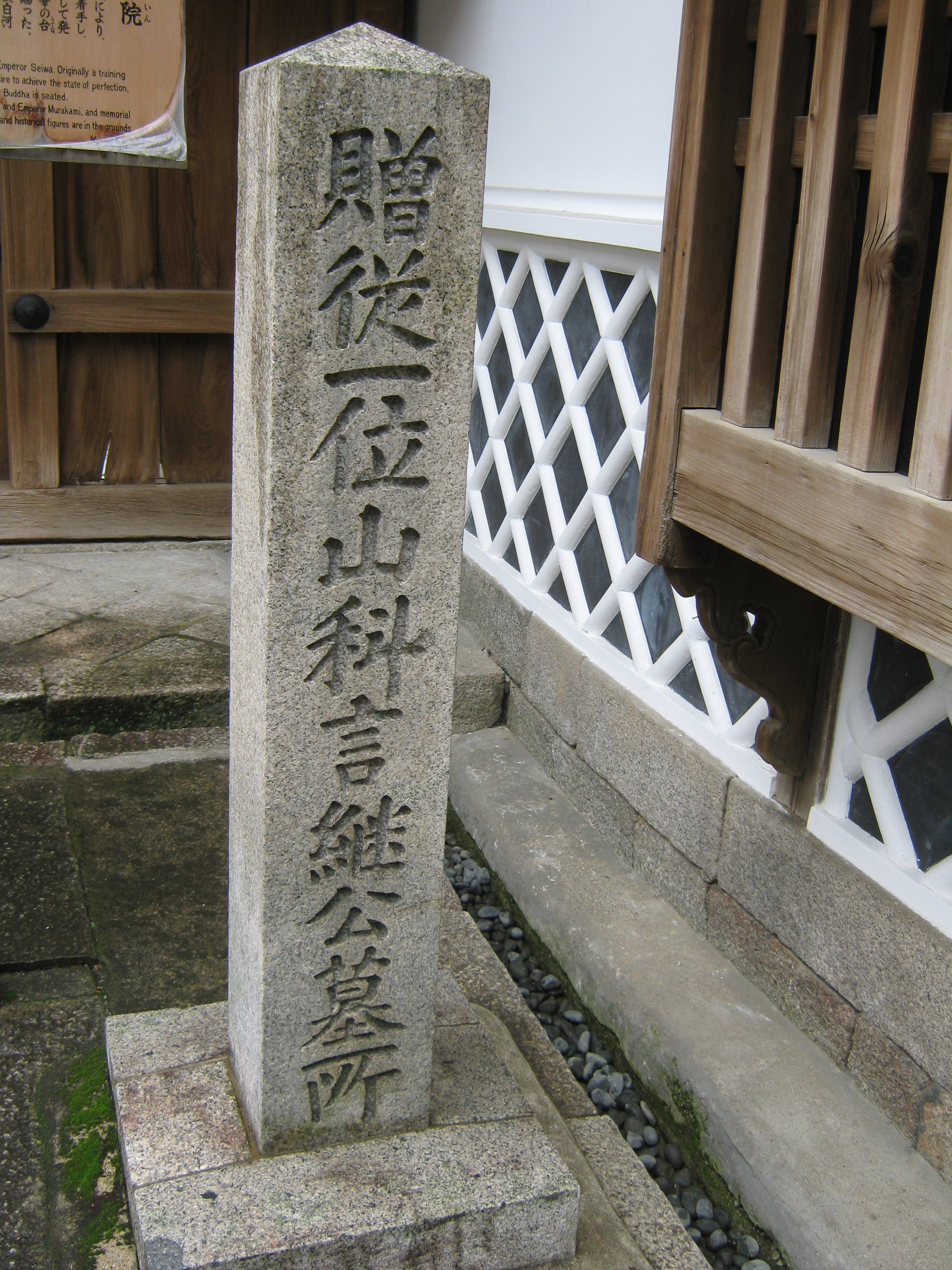
山科言継墓所、京都市上京区清浄華院

## 系譜
- 父：山科言綱
- 母：女嬬（?-1558） - 北尾氏、言継を生んだ後は周防国へ
- 養母：黒木の方（中御門宣胤女、今川義元生母寿桂尼の妹）
- 正室：葉室頼継女[7]（南向）（?-1577）
  - 男子：山科教明（仙菊丸）（1539-1543） - 早世
  - 男子：山科言経（1543-1611）
  - 男子：薄諸光（1547-1585） - 薄以緒の養子
  - 男子（1552） - 生後2日後に死去
  - 女子：阿子（1537-1556） - 茸の中毒により早世
  - 女子：阿茶々（月心恵桂、桂侍者）（1546-1565） - 安禅寺[8]、早世
  - 女子（1555-1556） - 早世
- 妻：女官・左衛門督（氏名不詳）
  - 女子：阿茶（喝食、福禅庵尼）（1532-?） - 庶長女[9]、松尾兵部少輔妻[9]